# 131 Вала
131 Вала (131 Vala) — астероїд головного поясу, відкритий 24 травня 1873 року.